# Hołowczyce (rejon kamieniecki)
Hołowczyce (biał. Галоўчыцы) – wieś na Białorusi, w rejonie kamienieckim obwodu brzeskiego. Miejscowość wchodzi w skład sielsowietu Dymitrowicze.
Hołowczyce leżą 11 km na północny zachód od Kamieńca, 51 km na północ od Brześcia, 24 km na północny wschód pd stacji kolejowej Wysoka-Litowsk na linii Brześć-Białystok.